# Solanum roeii
Solanum roeii là loài thực vật có hoa trong họ Cà. Loài này được Ugent & H.H. Iltis miêu tả khoa học đầu tiên.